# Zelenigrad, Pernik
Zelenigrad (în bulgară Зелениград) este un sat în comuna Trăn, regiunea Pernik,  Bulgaria. 

## Demografie
Componența etnică a satului Zelenigrad
     Bulgari (24,09%)
     Nicio identificare (75,9%)
     Altele (0%)
La recensământul din 2011, populația satului Zelenigrad era de 83 locuitori. Nu există o etnie majoritară, locuitorii fiind  și bulgari (24,09%). Pentru 75,9% din locuitori nu este cunoscută apartenența etnică.